# Hemiteles pictilis
Hemiteles pictilis là một loài tò vò trong họ Ichneumonidae.